# Ertl
Ertl là một thị trấn ở huyện Amstetten trong bang Niederösterreich ở nước Áo. Đô thị này có diện tích 21,11 km², dân số năm 2001 là 1312 người.